# Biểu mô trụ giả tầng

Biểu mô trụ giả tầng, hình ảnh hoạt hình lần lượt làm nổi bật tế bào biểu mô, tế bào hình đài tiết nhầy và mô liên kết bên dưới.

Biểu mô trụ giả tầng (pseudostratified epithelium) là một loại biểu mô có một lớp tế bào. Các tế bào chồng chất lên nhau, hàng tế bào trên cũng có hình trụ, nhưng cực đáy của tất cả các tế bào đều sát với lá đáy. Hình dạng của các tế bào trong biểu mô khác nhau: Một số tế bào có mặt đáy rộng, hẹp dần lên phía trên và không lên đến mặt biểu mô. Một số khác rất cao, kéo dài suốt chiều dày của biểu mô và mặt ngọn tế bào rộng hơn mặt đáy. Nhân của các tế bào thường nằm ở phần rộng nhất của tế bào do đó nhân các tế bào thường nằm chênh nhau thành 2 - 3 hàng. Vì vậy biểu mô có dạng như loại biểu mô tầng nên nó được mang tên là giả tầng.

## Ví dụ
- Biểu mô lợp những ống bài xuất lớn của tuyến nước bọt mang tai và một số tuyến khác.
- Biểu mô lợp niệu đạo nam (trừ đoan niệu đạo tiền liệt).
- Biểu mô trụ giả tầng có lông chuyển lợp phần lớn đường dẫn không khí của bộ máy hô hấp, vòi Ơstat, một phần hòm nhĩ, túi lệ.[1]

## Hình ảnh

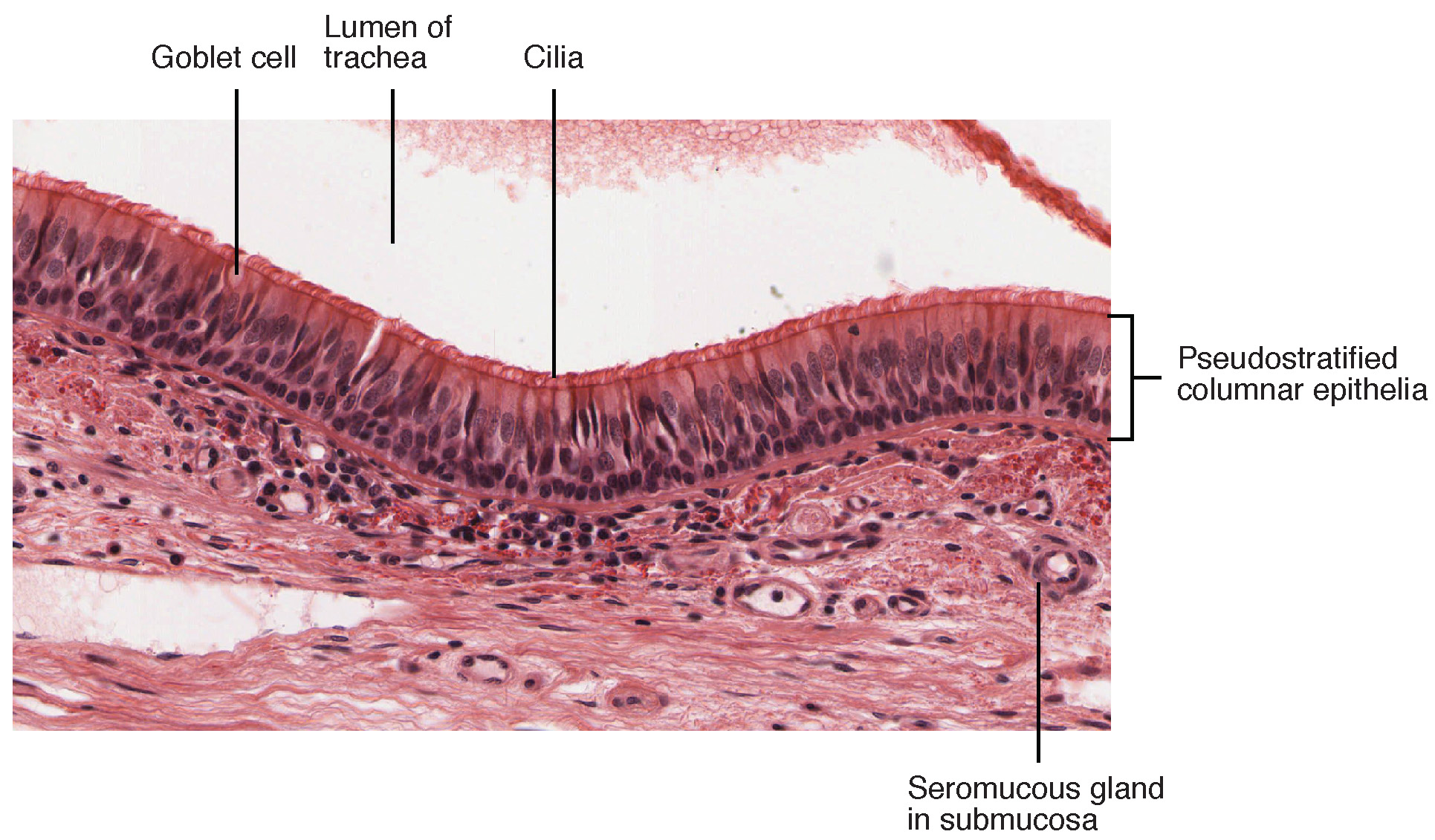
Thiết đồ cắt ngang biểu mô trụ giả tầng. Chú thích: Goblet cell: tế bào hình đài; Cilia: lông chuyển; Lumen of trachea: lòng ống khí quản
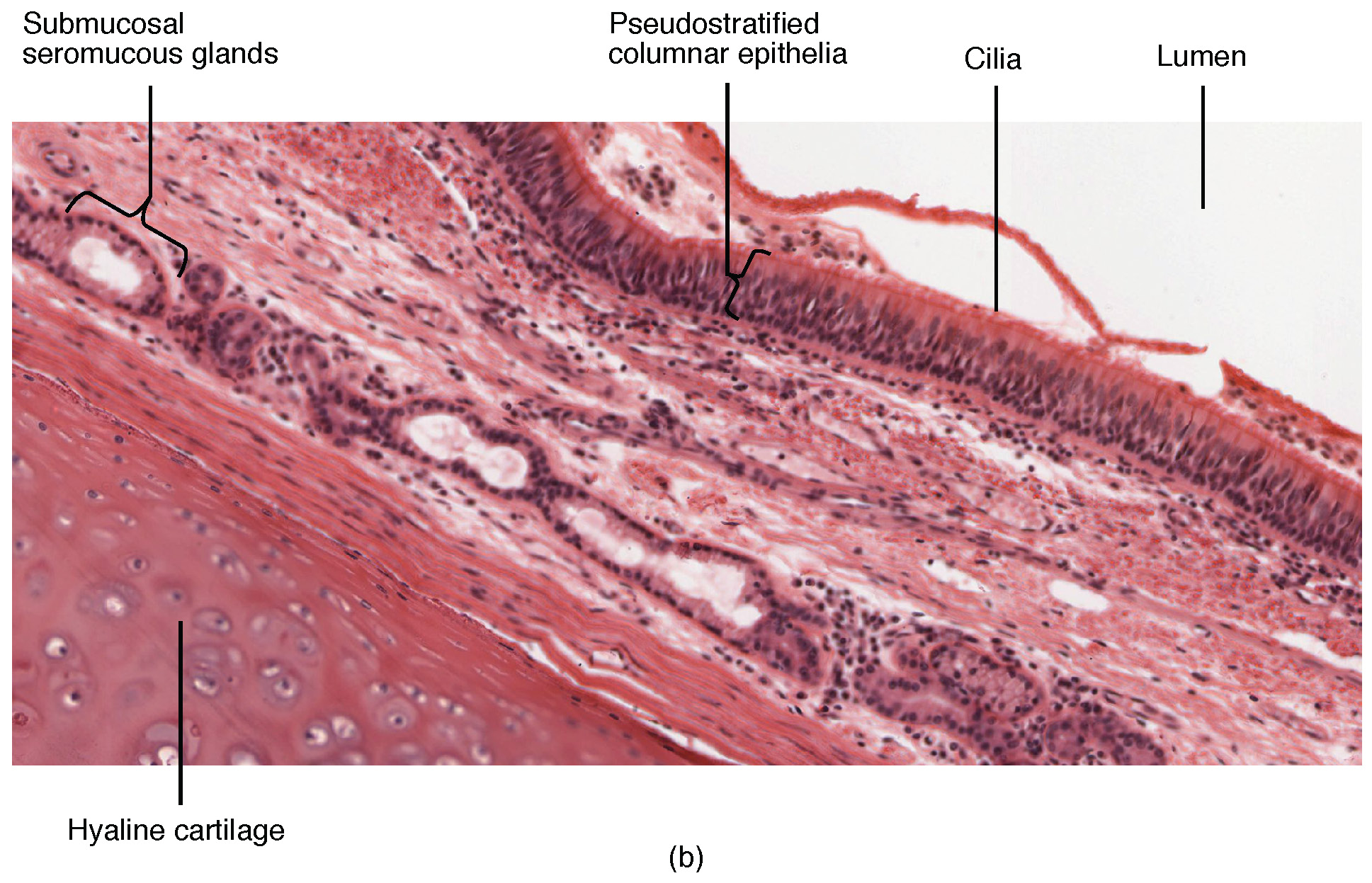
Một thiết đồ khác cắt ngang biểu mô trụ giả tầng